# NGC 3577
NGC 3577 est une galaxie spirale barrée située dans la constellation de la Grande Ourse. NGC 3577 a été découverte par l'astronome germano-britannique William Herschel en 1788.

## Caractéristiques
La classe de luminosité de NGC 3577 est I et elle présente une large raie HI.

### Distance
Sa vitesse par rapport au fond diffus cosmologique est de 5 544 ± 15 km/s, ce qui correspond à une distance de Hubble de 81,8 ± 5,7 Mpc (∼267 millions d'al).

### Morphologie
Selon Vaucouleurs et Corwin, NGC 3577 et NGC 3583 forment une paire de galaxies. Il s'agit d'une paire optique, car la galaxie NGC 3583 est beaucoup plus rapprochée de la Voie lactée, à seulement 29,8 Mpc. Ces deux galaxies constituent donc une paire purement optique et elles ne sont pas en interaction.